# Márianosztra
Márianosztra là một thị trấn thuộc hạt Pest, Hungary. Thị trấn này có diện tích 20,26 km², dân số năm 2010 là 925 người, mật độ 46 người/km².